# Kärleken, Lerums kommun
Kärleken är en ö i sjön Mjörns sydvästra del i Stora Lundby socken i Lerums kommun. Tillsammans med öarna Tron och Hoppet utgör den en av Flatholmarna. Kärleken har en yta av 4 900 kvadratmeter, enligt äldre uppgifter 4 478 kvadratmeter.
Kärleken tillhörde tidigare Björboholm men avsöndrades 1916 som en egen fastighet. Det dröjde dock till 1930-talet, innan ön bebyggdes med ett fritidshus. På 1960-talet fick ön helårsboende. 2012 fanns två bostadshus och en liten verkstad på ön. Bildsköne Bengtsson och Tatuerade Johansson gömde sig vid ett tillfälle på ön under sin stöldturné i början av 1930-talet.